# NRW-Liga
De NRW-Liga (Nordrhein-Westfalen-Liga) was een Duitse voetbalcompetitie op het op een na hoogste Duitse amateurniveau. De NRW-Liga is in het seizoen 2008-09 ontstaan uit de vroegere Oberliga's Nordrhein en Westfalen. In de competitie speelden 19 clubs om promotie naar de Regionalliga West. Na het seizoen 2011-12 is de competitie opgeheven. Vanaf het seizoen 2012-2013 zijn hiervoor 3 nieuwe Oberliga's in de plaats gekomen :
- Mittelrheinliga
- Oberliga Niederrhein
- Oberliga Westfalen

## Promotie/Degradatie
- De nummers 1 en 2 promoveren direct naar de Regionalliga West
- De nummers 17-19 degraderen direct naar de Westfalenliga (2x), Mittelrheinliga of Niederrheinliga (Dit hangt af van de geografische ligging van de stad waarvandaan de club komt). Afhankelijk van het aantal degradanten uit de Regionalliga West degraderen er minimaal 3 en maximaal 6 teams naar een van de Verbandsligas.
- De nummers 1 van de vier Verbandsligas (Westfalenliga (2x), Mittelrheinliga en Niederrheinliga) promoveren naar de NRW-Liga.

## Kampioenen
- 2009: Bonner SC
- 2010: SC Wiedenbrück 2000
- 2011: Rot-Weiss Essen
- 2012: FC Viktoria Köln 1904

Alemannia Aachen II ·
Rot Weiss Ahlen ·
SV Bergisch Gladbach 09 ·
Arminia Bielefeld II ·
MSV Duisburg II ·
TuS Dornberg ·
TuS Erndtebrück ·
Schwarz-Weiß Essen ·
Westfalia Herne ·
VfB Homberg ·
VfB Hüls ·
FC Viktoria Köln 1904 ·
Westfalia Rhynern ·
SV Schermbeck ·
Sportfreunde Siegen ·
VfB Speldorf ·
KFC Uerdingen 05 ·
SSVg Velbert